# ベルンハルト (オランダ王配)
ベルンハルト・ファン・リッペ＝ビーステルフェルト（オランダ語: Bernhard van Lippe-Biesterfeld, 1911年6月29日 - 2004年12月1日）は、オランダのユリアナ女王の王配。リッペ＝ビースターフェルト侯子。ビルダーバーグ会議提唱者で、ロッキード事件で失脚するまで初代議長。

## 生涯
リッペ侯子ベルンハルトの長男としてドイツのイェーナで生まれる。リッペ侯国最後の君主レオポルト4世の甥にあたる。ローザンヌ大学やベルリン大学で法学を学んだ。1932年秋には在学中にナチ党所属の学生リストに登録し、突撃隊、親衛隊騎兵部隊、国家社会主義自動車軍団の準隊員とされている。1934年12月には卒業に伴い、このリストから除外された。ベルンハルトの弟アシュヴィンはナチ党への支持を公言している。大学卒業後はドイツのIG・ファルベンインドゥストリーに勤め、見習期間の後、1935年にパリ支社の重役秘書となった。IG・ファルベンインドゥストリーはナチ党と深く結びついた財閥であるとともに、開発した製品チクロンBがホロコーストに使われた著名な薬剤であることから、このキャリアはベルンハルトの経歴に深い傷となり、ナチ党との関係は弟同様に生涯にわたって取り沙汰され続けた。ベルンハルトはナチスの部隊に所属していたことは認めたものの、党員であったことは生涯否定していた。しかし没後の2023年、1933年にナチスに入党したことを記す党員証が発見され、党籍を有していたことが確定した。
1937年にオランダのユリアナ王女と結婚した。1940年5月、ドイツの突然の侵攻によりオランダは5日で降伏、ウィルヘルミナ女王はじめ王室と政府はロンドンへ亡命した。そこから、王位継承者のユリアナ王女、その長女ベアトリクス王女、次女イレーネ王女の3名は、カナダ総督夫人アリス・オブ・オールバニが女王の従妹である縁によって、より安全なカナダへ疎開した。女王とベルンハルトはイギリスに留まり、ベルンハルトはオランダ主任連絡将校、イギリス陸軍省オランダ使節団長など、オランダ軍の最高司令官となり、ドイツへの抵抗の旗印となった。
1944年に王室が帰国すると、祖国を解放した女王一家を国民は大喝采で迎えた。戦後、ベルンハルトはKLMオランダ航空をはじめ多くの企業役員を務め、軍の監察総監でもあった。国際ロータリーや世界自然保護基金 (WWF) の設立に関わり、1961年には後者の初代総裁となった。
WWFの設立は国際的な名士からの寄付からなり、そこにはロッキード社のコートラント・グロス、ノースロップ社のトム・ジョーンズやフレッド・モイゼルなど後にロッキード事件に関わる人物が名を連ねていた。1976年にロッキード事件が明るみに出ると、ベルンハルトもオランダ空軍の空軍機購入に関係してロッキード社から賄賂を受け取っていたことが発覚したばかりではなく、自らロッキード社に「斡旋料」を要求した書翰までもが公開されて苦境に立たされたが、女王の王配ということを考慮したオランダ政府はその訴追を見送った。このほかロッキード社やノースロップ社などアメリカの軍需産業がヨーロッパの兵器市場に対して売り込みを行う際には口利きをしており、王族の一員として適切とはいえない暗い側面がつきまとった。
2004年12月1日、癌によりユトレヒト大学病院で死去した。

## 子女
オランダ女王ユリアナとの間に四女を儲けた。
- ベアトリクス（1938年 - ） オランダ女王、クラウス・フォン・アムスベルクと結婚
- イレーネ（英語版）（1939年 - ） カルロス・ウゴ・デ・ボルボン＝パルマと結婚、1981年離婚
- マルフリート（1943年 - ） ピーター・ファン・フォレンホーフェン（英語版）と結婚
- クリスティーナ（英語版）（1947年 - 2019年） ホルヘ・ペレス・イ・ギリェルモ（オランダ語版）と結婚、1996年離婚

2004年のユリアナ前女王の死後、オランダ王室はベルンハルトが1950年代と1960年代にそれぞれ別の女性との間に女子（アリシア、アレクシア）をもうけていたことを公表した。ユリアナもその存在を知っていたという。こうしたベルンハルトの爛れた愛人関係は、その結果生まれた非嫡出子の養育費の捻出という頭痛となって彼を悩ませた。私生児だけにその養育費が国庫から支給されることは有り得ず、ユリアナ個人の資産に頼ることも道義上できることではなかった。この財政的な弱みがロッキード社やノースロップ社などにつけ込まれる原因となり、賄賂として大金を示唆されたベルンハルトはそれを断ることなどできなかったとする見方もある。